# Clifford Geertz
Clifford Geertz [gérc] (23. srpna 1926 San Francisco – 30. října 2006 Filadelfie) byl americký antropolog, profesor sociálních věd na univerzitě v Princetonu v New Jersey a jeden z hlavních představitelů symbolické antropologie. Clifford Geertz byl ovlivněn americkým sociologem Talcottem Parsonsem, filosofy Gilbertem Rylem a Ludwigem Wittgensteinem a v neposlední řadě americkým literárním kritikem Kennethem Burkem.

## Život
Narodil se v San Franciscu. Mezi lety 1943–1945 sloužil u Námořnictva Spojených států. Po druhé světové válce se rozhodl vystudovat vysokou školu, což mu umožnila i podpora amerického programu pro válečné veterány. Clifford Geertz získal bakalářský titul v roce 1950 na Antioch College v Yellow Springs, kde studoval filosofii a literaturu. Doktorát obdržel na Harvardově univerzitě v roce 1956, kde studoval sociální antropologii pod Talcottem Parsonsem a Clydem Kluckhohnem. Terénní výzkum podniknul v Maroku, na Jávě a na Bali.
První manželkou Clifforda Geertze byla antropoložka Hildred Geertzová, jeho druhou manželkou byla antropoložka Karen Blu.
Mezi Geertzovy studenty patří například americký kulturní historik Robert Darnton.
Clifford Geertz zemřel následkem komplikací spojených s operací srdce.

## Symbolická antropologie
Clifford Geertz bývá řazen k přístupu, který je označován jako symbolická antropologie. Tento přístup dominoval kulturní a sociální antropologii zejména v šedesátých letech dvacátého století. Symbolická antropologie se tradičně dělí na britskou a americkou větev. Mezi významné představitele té britské bývají řazeni Mary Douglasová a Victor Turner, k představitelům té americké se kromě Geertze řadí David Schneider nebo Roy Wagner.
Symbolická antropologie se zabývá zejména tím, jakým způsobem lidé chápou svět okolo sebe a jak je toto chápání podmíněno kulturně. Oproti ostatním symbolickým antropologům však Geertz tvrdil, že chceme-li přijít na to, jakým způsobem lidé rozumí světu kolem sebe, musíme obrátit svoji pozornost k veřejně dostupným symbolům, a nikoliv zkoumat mentální struktury, které se nacházejí v hlavách lidí.

## Dílo
- The Religion of Java (1960)
- Islam Observed, Religious Development in Morocco and Indonesia (1968)
- The Interpretation of Cultures (1973), česky Interpretace kultur, Praha: Slon (2000)
- Kinship in Bali (1975)
- Negara: The Theatre State in Nineteenth Century Bali (1980)
- Local Knowledge: Further Essays in Interpretive Anthropology (1983)
- Works and Lives: The Anthropologist as Author (1988)
- After the Fact: Two Countries, Four Decades, One Anthropologist (1995)
- Available Light: Anthropological Reflections on Philosophical Topics (2000)